# Сан-Ісідоро (Нью-Мексико)
Сан-Ісідоро (англ. San Ysidro) — селище (англ. village) в США, в окрузі Сандовал штату Нью-Мексико. Населення — 166 осіб (2020).

## Географія
Сан-Ісідоро розташований за координатами 35°33′38″ пн. ш. 106°46′24″ зх. д. / 35.56056° пн. ш. 106.77333° зх. д. (35.560486, -106.773247).  За даними Бюро перепису населення США в 2010 році селище мало площу 5,89 км², уся площа — суходіл.

## Демографія
Згідно з переписом 2010 року, у селищі мешкали 193 особи в 81 домогосподарстві у складі 51 родини. Густота населення становила 33 особи/км².  Було 98 помешкань (17/км²).
Расовий склад населення:
| - 36,8 % — білих - 15,5 % — корінних американців - 43,5 % — осіб інших рас |

До двох чи більше рас належало 4,1 %. Частка іспаномовних становила 60,6 % від усіх жителів.
За віковим діапазоном населення розподілялося таким чином: 22,8 % — особи молодші 18 років, 59,1 % — особи у віці 18—64 років, 18,1 % — особи у віці 65 років та старші. Медіана віку мешканця становила 47,3 року. На 100 осіб жіночої статі у селищі припадало 85,6 чоловіків;  на 100 жінок у віці від 18 років та старших — 77,4 чоловіків також старших 18 років.
Середній дохід на одне домашнє господарство  становив 32 817 доларів США (медіана — 23 438), а середній дохід на одну сім'ю — 37 983 долари (медіана — 35 000). За межею бідності перебувало 23,2 % осіб, у тому числі 22,2 % дітей у віці до 18 років та 23,1 % осіб у віці 65 років та старших.
Цивільне працевлаштоване населення становило 54 особи. Основні галузі зайнятості: роздрібна торгівля — 18,5 %, публічна адміністрація — 18,5 %, освіта, охорона здоров'я та соціальна допомога — 13,0 %, фінанси, страхування та нерухомість — 11,1 %.